# مأمور ما صمد در بالاتر از خطر
مأمور ما صمد در بالاتر از خطر یا به اختصار مأمور ما صمد که در میان مردم به صمد در بالاتر از خطر نیز مشهور بود، نام یک مجموعه تلویزیونی ایرانی است که در سال ۱۳۵۴ و به کارگردانی «پرویز صیاد» ساخته شد و از شبکه اول تلویزیون ملی ایران پخش گردید.

## خلاصه داستان
یک خارجی به نام «موسیو» به روستا آمده تا مدتی به استراحت بپردازد و «صمد» خدمتکار اوست. در این بین دو شکارچی با همکاری یک زن، به قصد کشتن «مسیو» به ده می‌آیند. اما وقتی او را می‌کشند، نمی‌توانند اسناد و مدارکی را که به‌دنبالش بودند، پیدا کنند و اینجاست که پای صمد به ماجرا باز می‌شود. علی‌رغم اینکه «سرکار استوار» تمام تلاش خود را بکار می‌گیرد تا از طریق بازجویی‌ها و بررسی‌های خود، قاتلین را دستگیر کند، اما این صمد است که در انتها و طی اتفاقات زیادی این مجرمان را به دام می‌اندازد.
عناوین قسمت‌های مختلف این مجموعه تلویزیونی، عبارت بودند از:
1. بالاتر از خطر
2. بیگانه‌ای در دهکده
3. عملیات میسیون ایمپاسیبل
4. صمد وارد گودال می‌شود
5. صمد استنطاق می‌شود
6. دختر شاه پریان
7. شمع و گل و پروانه و بلبل، همه جمع‌اند
8. صمد به خارجه می‌رود
9. صمد دربه‌در می‌شود
10. پولیتیک به شیوه «ا»

## بازیگران و عوامل تولید

### بازیگران
- پرویز صیاد در نقش «صمد»
- فرخ‌لقا هوشمند در نقش «ننه‌آقا»
- عبدالعلی همایون در نقش «سرکار استوار»
- قدرت‌الله انتظامی در نقش «گروهبان حیدری»
- مری آپیک
- بهمن زرین‌پور
- مینو شفیع
- شهناز تهرانی
- حسین حسینی در نقش «سرگروهبان»
- حسین امیرفضلی در نقش «مش‌باقر»
- علی زاهدی در نقش «قوچعلی»
- نجفعلی هادی در نقش «گروهبان قندعلی»
- اسماعیل شیرازی در نقش «مرشد»
- عبدالله عبدالوهابی در نقش «مسیو»
- محمد گودرزی
- اسفندیار ماوندادی
- علیرضا قوامی
- محمود شیبانی
- منوچهر یکتا وثوقی
- خسرو زنگباری

### عوامل تولید
- کارگردان هنری: پرویز صیاد
- کارگردان تلویزیونی: کامبیز آزردگان
- دستیار کارگردان: مری آپیک
- نویسنده: پرویز صیاد
- تصویربرداران: هوشنگ بهارلو و سعید ناظم
- دستیار فیلمبردار: احمد ابراهیمی
- تدوین: فرخ مهدابی
- موسیقی: مجتبی میرزاده
- امور فنی صدا: زاون بیگلریان
- تیتراژ: مرتضی ممیز و مهوش تهرانی
- محصول: تلویزیون ملی ایران
- سال تولید: ۱۳۵۴